# Codweyne
Codweyne (ang. Oodweyne) – miasto w północno-zachodniej Somalii, na terenie Somalilandu, w regionie Togdheer. Według danych na rok 2005 miasto liczyło 11 107 mieszkańców.
Burmistrzem Codweyne jest Abdihakim Nur Hog.